# 더 배트맨 (애니메이션)
《더 배트맨》(영어: The Batman)은 DC 코믹스의 만화이자 등장인물 배트맨을 원작으로 한 2004년부터 2008년에 걸쳐 미국에서 방송 된 텔레비전 애니메이션 시리즈이다.